# Goresleeps
Goresleeps war eine von 1993 bis 1999 aktive Gothic-Metal-Band.

## Geschichte
Die im russischen Iwantejewka gegründete Band Goresleeps zählt zu der frühen Interpreten des Gothic Metal aus Russland. Alle Mitglieder traten unter international klingenden Vornamen in Erscheinung. Zwei der Gründungsmitglieder hatten sich von der Death-Metal-Band Corpse getrennt um Goresleeps zu gründen.
Nach drei Demos, wovon zwei über das russische Label Final Holocaust Records vertrieben wurde und die in russischen Fanzines positiv Besprochen wurden, erschien mit And the Voice from Legend Will Proclaim 1994 das Debüt über MetalAgen Records als MC. Das gleiche Unternehmen vertrieb auch das zwei Jahre später veröffentlichte zweite und letzte Album vor der Auflösung der Band Far Away from Anywhere Else…. Dies Album erschien dabei als CD und MC. Im Jahr 1999 endete die Laufbahn von Goresleeps. Im Jahr 2022 veröffentlichte GS Productions das Debüt kompiliert mit allen Demoaufnahmen als CD. Ohne internationalen Durchbruch wurden die Veröffentlichungen der Gruppe in Russland positiv aufgenommen.

## Stil
Die Musik von Goresleeps orientierte sich am frühen Gothic Metal und wurde mit den frühen Veröffentlichungen von Paradise Lost und Tiamat verglichen. Das zweite Album band dabei mehr Melodie, eine The-Beauty-and-the-Beast-Gesangspaarung, eine Geige sowie Samples von Naturklängen ein. Bereits das Debüt ordnete sich dem Gothic Metal mit viel Atmosphäre, malerischem Gitarrenspiel, Chorgesang, Keyboard und dem Wechsel zwischen Growling, mit Hall versehenem Sprechen und klagendem Klargesang.

## Diskografie
- 1993: Reflections (Demo, Final Holocaust Records)
- 1994: Promo Tape (Demo, Selbstverlag)
- 1994: Crystalline Crying (Demo, Final Holocaust Records)
- 1995: And the Voice from Legend Will Proclaim (Album, MetalAgen)
- 1997: Far Away from Anywhere Else… (Album, MetalAgen)
- 2022: And the Voice from Legend Will Proclaim (Kompilation, GS Productions)